# Eugymnanthea japonica
Eugymnanthea japonica is een hydroïdpoliep uit de familie Eirenidae. De poliep komt uit het geslacht Eugymnanthea. Eugymnanthea japonica werd in 1950 voor het eerst wetenschappelijk beschreven door Yamada. 